# Józef Kałuża

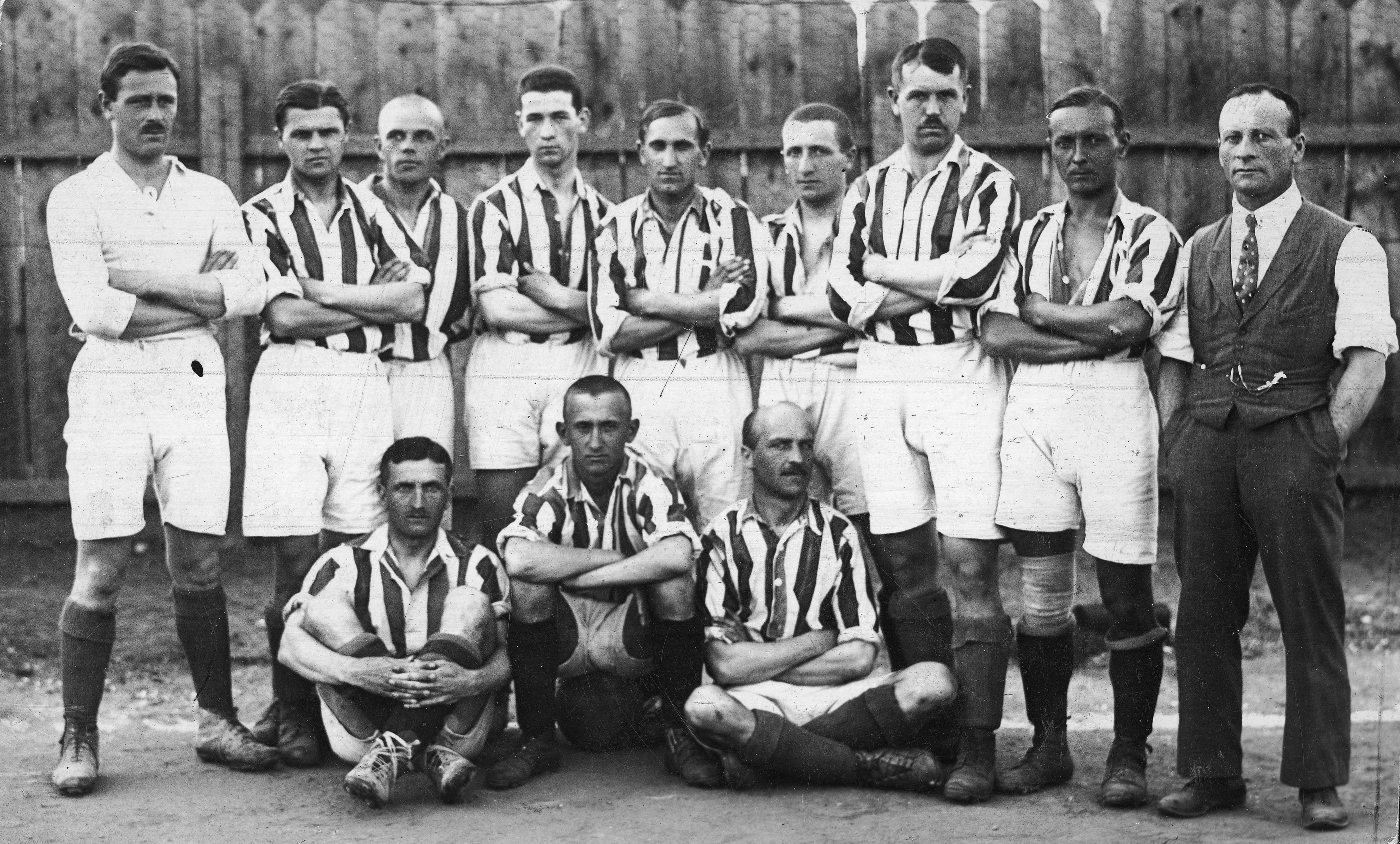
A Cracovia bajnokcsapata 1921-ben. Kałuża az ötödik balról

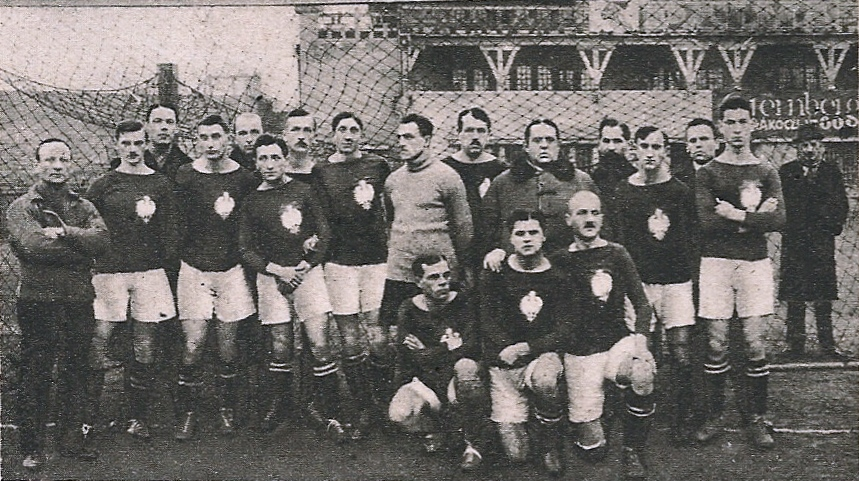
Lengyelország a Magyarországgal vívott mérkőzés előtt Budapesten, 1921. december 18. Kałuża jobbról a második

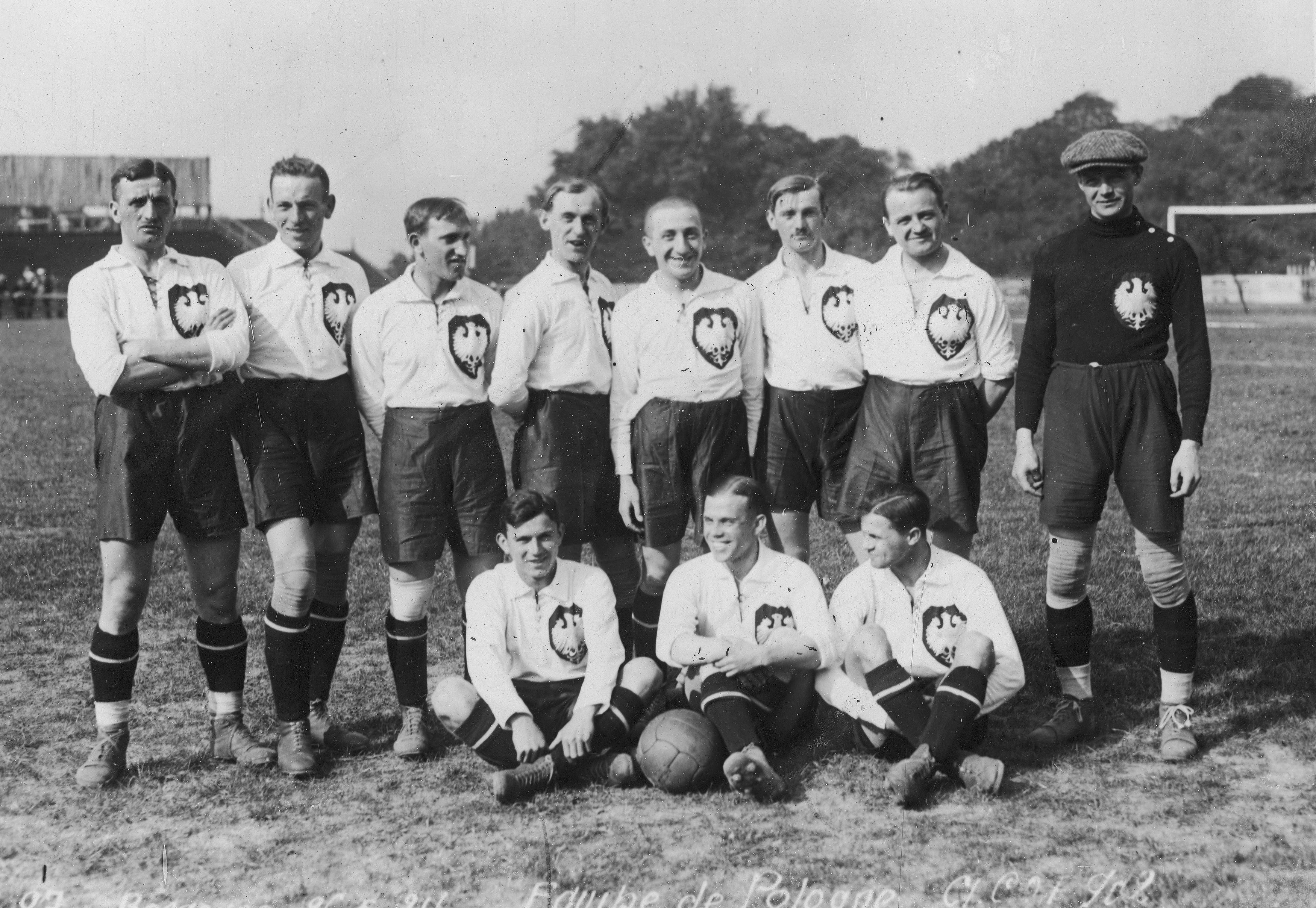
Lengyelország együttese a párizsi olimpiai játékok Magyarország elleni mérkőzése előtt, 1924. május 26-án. Kałuża a hátsó sorban a harmadik balról

Józef Ignacy Kałuża (Przemyśl, 1896. február 11. – Krakkó, 1944. október 11.), lengyel válogatott labdarúgó, edző, a lengyel sport egyik legendája.
Játékosként a lengyel válogatott tagjaként részt vett az 1924. évi nyári olimpiai játékokon. Szövetségi kapitányként az 1936. évi nyári olimpiai játékokon és az 1938-as világbajnokságon irányította a lengyel válogatottat.

## Pályafutása

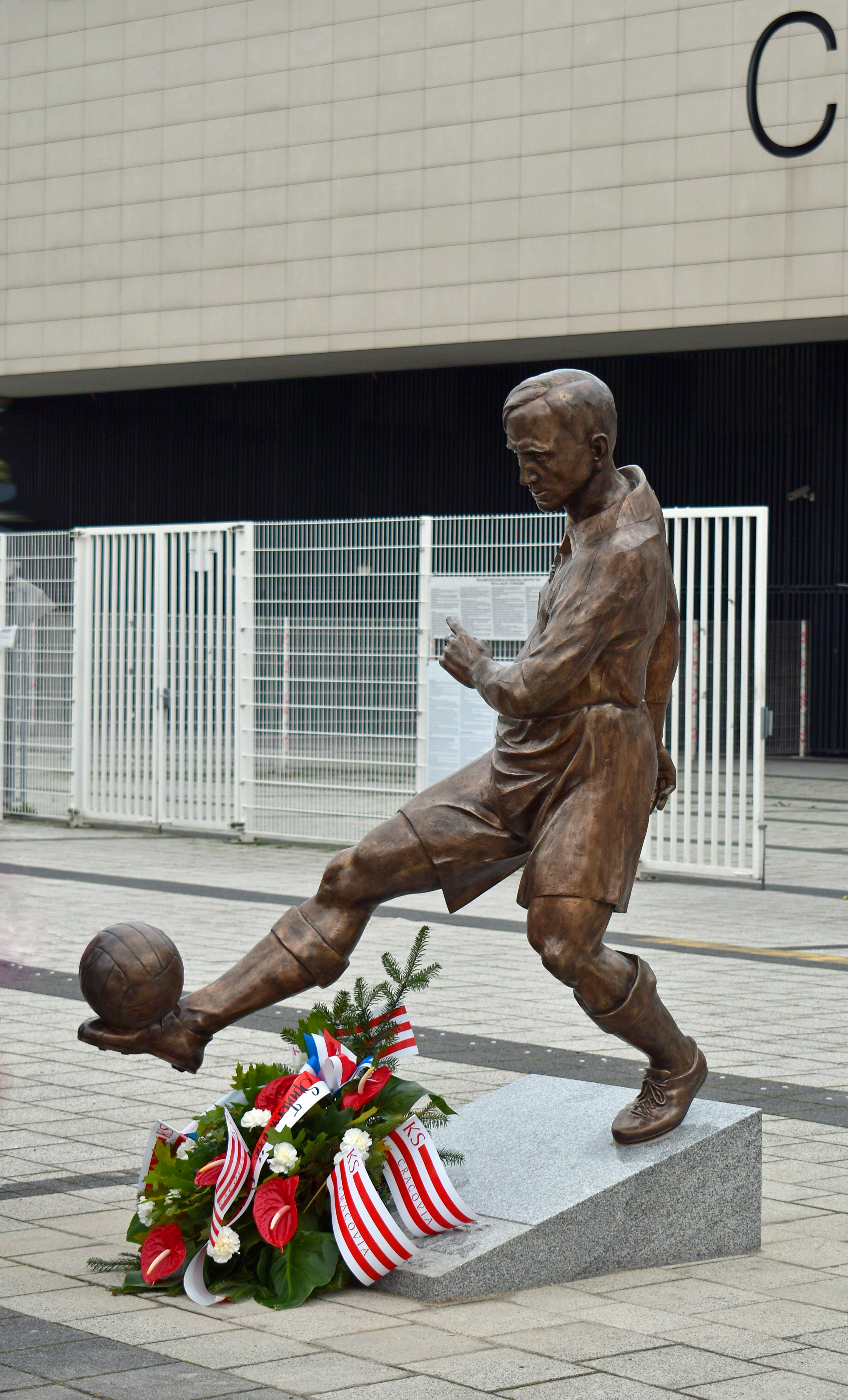
Emlékműve a Cracovia stadion előtt

### Klubcsapatokban
Kałuża az 1920-as évek Lengyelországának egyik legtapasztaltabb csatára volt.  Szinte az egész pályafutása a Cracoviához kötődött – ezzel a csapattal 1921-ben megnyerte az első lengyel bajnokságot. 1912 tavaszán, tizenhat évesen csatlakozott az első csapathoz. 1912. április 7-én debütált a Budapesti EAC elleni barátságos mérkőzésen. 1921-ig 200 bajnoki mérkőzésen 297 gólt szerzett. Összesen 408 mérkőzésen lépett pályára a Cracovia mezében, és 465 gólt szerzett.

### A válogatottban
1921 decemberében részt vett a lengyel labdarúgó-válogatott történelmi, első nemzetközi mérkőzésén Budapesten, amit Magyarország ellen vívtak. A lengyel válogatottban 1921 és 1928 közötti években 16 nemzetközi mérkőzésen játszott, és 7 gólt szerzett, a legtöbbet az évek során a Cracovia játékosai közül. Tíz találkozón ő volt az együttes csapatkapitánya is. A lengyelek négy nem hivatalos meccsén is szerepelt: kettőn az amatőr csehszlovák válogatott ellen (1926, 1–2 és 1929, 2–2), kettőn pedig a magyar amatőr válogatott ellen (1929, 5–1 és 1930, 1–3).

### Edzőként

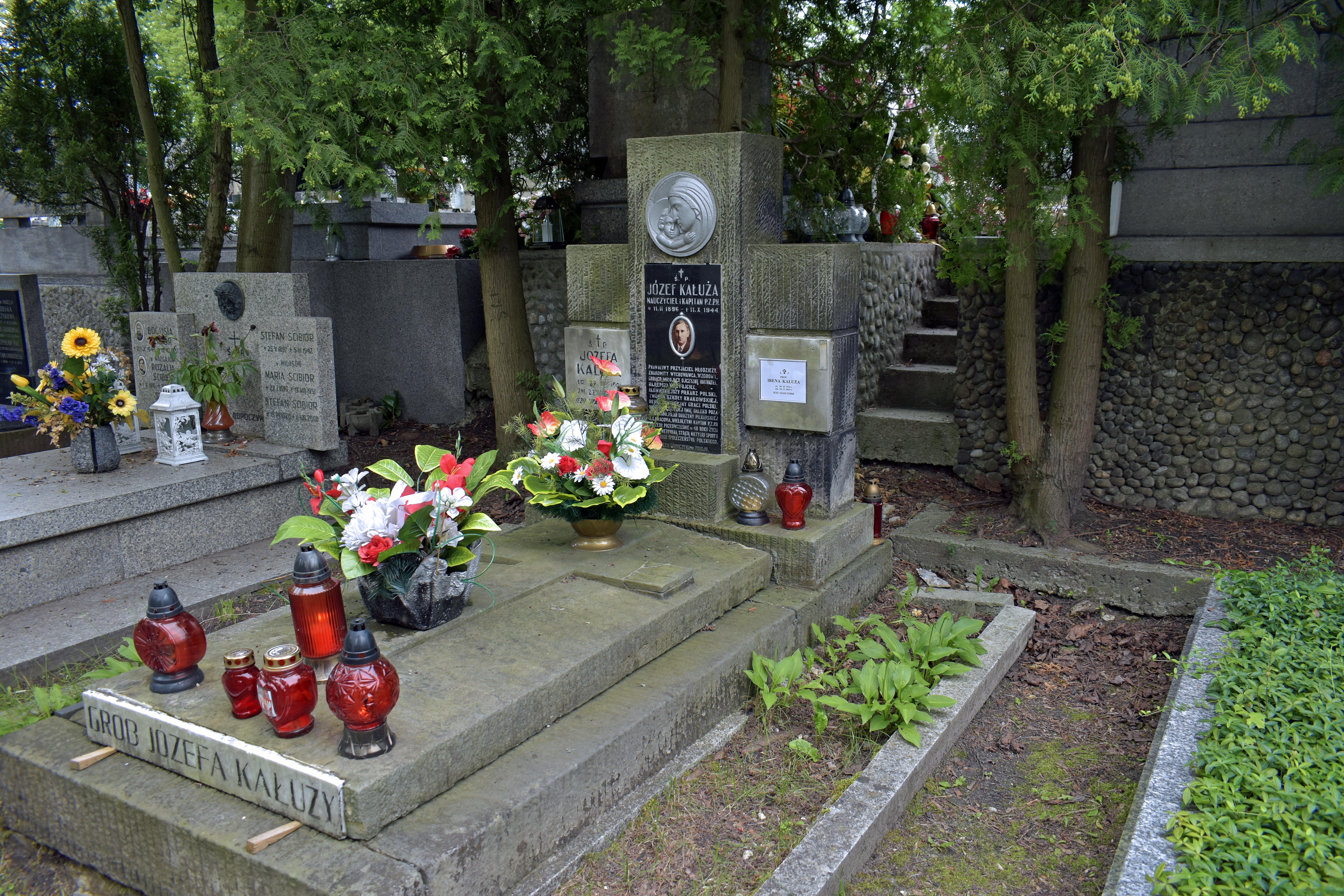
Sírja a podgórzei temetőben, Krakkóban

1932-ben a lengyel válogatott edzője lett. Irányításával Lengyelország nemzetközi szinten is sikereket ért el. Az 1936-os berlini olimpián a 4. helyen végeztek. Két évvel később, az 1938-as labdarúgó-világbajnokságon kemény küzdelem után 6–5-re vereséget szenvedett a Brazíliától. Ezt a legendás mérkőzést a mai napig nemcsak a lengyel labdarúgás történetének, hanem az egész világbajnokság történetének egyik legjobb meccseként tartják számon.
Kałuża edzői pályafutásának utolsó mérkőzésére 1939. augusztus 27-én került sor Varsóban. Lengyelország egy nagyon jó mérkőzés után 4-2-re legyőzte az akkori világbajnoki ezüstérmes, Magyarországot. Ez volt a két világháború közötti Lengyelország utolsó mérkőzése; 1939. szeptember 1-jén Németország megszállta Lengyelországot, és megkezdődött a második világháború.
A háború alatt Kałuża a Lengyel Labdarúgó Szövetség (PZPN) kevés tisztviselőjének egyikeként hazájában maradt, ahol 1944-ben meghalt.

## Statisztika

### A válogatottban
| 1921     | 1  | 0 |
| 1922     | 3  | 2 |
| 1923     | 1  | 1 |
| 1924     | 1  | 0 |
| 1925     | 4  | 1 |
| 1926     | 4  | 2 |
| 1927     | 1  | 1 |
| 1928     | 1  | 0 |
| Összesen | 16 | 7 |

## Sikerei, díjai

### Játékosként
Cracovia
- Lengyel bajnok (2): 1921, 1930
- Galíciai bajnokság (1): 1913

### Edzőként
Legia Warszawa
- Lengyel bajnokság harmadik hely: 1930

 Lengyelország
- Olimpiai játékok, negyedik hely: 1936
- Világbajnoki selejtező és nyolcaddöntő: 1938

## Magánélete
Kałuża Przemyślben született Andrzej, az osztrák hadsereg tisztje és Magdalena fiaként. Néhány évvel később Krakkóban telepedtek le. 1911 és 1915 között tanítói szemináriumra járt. 1917-ig az Császári és Királyi Hadseregben szolgált. 1917-től egy iskolában tanár Krakkóban. Sportújságírással és újságírással is foglalkozott. Írt egy futball-taktika elsajátítására szolgáló tankönyvet, de ez a varsói felkelés során elveszett. 1923-ban feleségül vette Józefa Dudziakot, akitől egy lánya született, Irena (1924–2019).

### Halála
A második világháború alatt a Lengyel Labdarúgó Szövetség tagjaként az országban maradt. Az időhiányra és a rossz egészségi állapotára hivatkozva visszautasított minden ajánlatot a német megszálló hatóságokkal való együttműködésre és a sportvezetői poszt átvételére a kormányban. 1944 őszén fertőzést majd agyhártyagyulladást kapott. Háborús körülmények között nem volt elérhető a penicillin vakcina, amely segíthetett volna rajta. 1944. október 11-én, 48 éves korában elhunyt. A krakkói Új Podgórze temetőben temették el (PAS 1-1-7 telek). Temetése a krakkói sporttársadalom náciellenes megnyilvánulása lett.

## Emlékezete
- 1946-tól több éven át a  Lengyel Labdarúgó Szövetség (PZPN) szervezett emléktornát a tiszteletére.
- Krakkó utcáit nevezték el róla.
- Emlékművet kapott a Cracovia Stadion előtt
- 2001-ben a Cracovia-szurkolók Kałużát a klub valaha volt legjobb sportolójának választották.[15]
- 2022-ben került sor a Józef Kałuża – örökké élő legenda című film premierjére, amelyet a Sportkultúra Egyesület készített.[16]

## Bibliográfia
- Józef Hałys: Polska Piłka Nożna. [Lengyel futball] Kraków: Krajowa Agencja Wydawnicza, 1986, s. 906–908. ISBN 83-03-00804-8
- Andrzej Gowarzewski: Mistrzostwa Polski. Ludzie (1918–1939). 100 lat prawdziwej historii (1), [Lengyel bajnokság. Emberek (1918–1939). 100 év igaz történelme (1)] Wydawnictwo GiA, Katowice, 2017
- Ryszard Wryk: Olimpijczycy Drugiej Rzeczypospolitej. [A második köztársaság olimpikonjai] Poznań: Nauka i Innowacje, 2015, s. 275–277. ISBN 978-83-64864-22-3
- Andrzej Gowarzewski, Marian Grzegorz Nowak, Bożena Lidia Szmel: Cracovia. 100 lat prawdziwej historii. [Cracovia. 100 év igaz történelme] Encyklopedia piłkarska FUJI, Kolekcja klubów, t. 10, Wydawnictwo GiA, Katowice, 2006

## Fordítás
- Ez a szócikk részben vagy egészben  a   Józef Kałuża című angol Wikipédia-szócikk ezen változatának fordításán alapul.  Az eredeti cikk szerkesztőit annak laptörténete sorolja fel. Ez a jelzés csupán a megfogalmazás eredetét és a szerzői jogokat jelzi, nem szolgál a cikkben szereplő információk forrásmegjelöléseként.
- Ez a szócikk részben vagy egészben  a   Józef Kałuża című lengyel Wikipédia-szócikk ezen változatának fordításán alapul.  Az eredeti cikk szerkesztőit annak laptörténete sorolja fel. Ez a jelzés csupán a megfogalmazás eredetét és a szerzői jogokat jelzi, nem szolgál a cikkben szereplő információk forrásmegjelöléseként.